# Phulwari Sharif
Phulwari Sharif is een notified area in het district Patna van de Indiase staat Bihar. 

## Demografie
Volgens de Indiase volkstelling van 2001 wonen er 53.166 mensen in Phulwari Sharif, waarvan 53% mannelijk en 47% vrouwelijk is. De plaats heeft een alfabetiseringsgraad van 63%. 